# Кентубек (Бурлінський район)
Кентубе́к (каз. Кеңтүбек) — село у складі Бурлінського району Західноказахстанської області Казахстану. Адміністративний центр Григор'євського сільського округу.
У радянські часи село називалося Григор'євка.
Населення — 966 осіб (2021; 953 у 2009, 909 у 1999, 982 у 1989).